# Всеросійський центральний виконавчий комітет
Всеросійський центральний виконавчий комітет (ВЦВК), вищий законодавчий, розпорядчий і контрольний орган державної влади РРФСР у 1917—1937 роках. Обирався Всеросійським з’їздом Рад та діяв у періодах між з’їздами. До утворення СРСР включав і членів від УРСР та БРСР, що обирались на республіканських з’їздах Рад. ВЦВК, обраний IX Всеросійським з’їздом Рад, включав окрім представників України та Білорусі делегатів від Закавказьких республік . Між сесіями ВЦВК з листопада 1917 року його завдання виконувались Президією, оперативним органом ВЦВК.

## Загальна характеристика
Особливості ВЦВК характеризує його найважливіший ідеолог Ленін, зазначаючи, що він «дає змогу поєднувати вигоди парламентаризму з вигодами безпосередньої та прямої демократії, тобто поєднувати в особі виборних представників народу і законодавчу функцію, і виконання законів».
Під час становлення державного апарату РРФСР не існувало чіткого розподілу у компетенції органів державної влади. Важливою причиною цьому було й те, що «теорія радянської держави, заперечуючи буржуазний принцип розділення влади, визнавала необхідність технічного розподілу праці між окремими органами влади Російської Радянської Республіки».
Розподіл повноважень було сформульовано лише VIII Всеросійським з'їздом Рад у Постанові «Про радянське будівництво». Видання законодавчих актів, відповідно до документу, здійснювали: Всеросійський з'їзд Рад, ВЦВК, Президія ВЦВК і РНК. Іншою постановою З'їзду Рад акти Ради праці й оборони (РПО) були визнані обов'язковими для відомств, регіональних та місцевих органів.
Численність законодавчих актів й, подекуди, дублювання функцій було спричинено умовами громадянської війни та іноземної інтервенції, оскільки дана ситуація вимагала підвищеної оперативності прийняття рішень та видання законодавчих актів. При цьому, наявність цілої низки законодавчих органів не вносила колізій до законодавчої бази РРФСР завдяки чітко сформульованій Конституцією РРФСР 1918 року відповідальності ВЦВК перед Всеросійським з'їздом Рад, Президії ВЦВК перед ВЦВК, РНК перед Всеросійським з'їздом Рад, ВЦВК і Президією ВЦВК.
В травні 1925 року ВЦВК розробляє Конституцію РРФСР (затверджена XII Всеросійським з'їздом Рад у травні 1925).
Конституція остаточно затверджує систему центральних і місцевих органів державної влади й управління РРФСР: всеросійських з'їздів Рад, ВЦВК, його Президії, РНК, наркоматів.
З 1925 до 1937 року апарат ВЦВК мав таку структуру:
- відділи
- секретаріат Президії ВЦВК
- приймальня Голови ВЦВК.

При ВЦВК та Президії ВЦВК існувала низка загальнореспубліканських органів (у пресі — комісії, комітети, управління). Деякі безпосередньо виконували функції ВЦВК, інші були орієнтовані на вузьку специфіку: задачі національного будівництва у народів, що входили до складу РРФСР, культурного будівництва, підвищення рівня життя працівників, з вирішення деяких конкретних народногосподарських задач.
З 1922 року утворений Верховний Суд РРФСР, склад якого призначався Президією ВЦВК. Зі створенням у червні 1933 року Прокуратури РРФСР, прокурор РРФСР був також підпорядкований ВЦВК, окрім РНК РРФСР, Наркома Юстиції і прокурора СРСР.
Відповідно до нової Конституції РРФСР (1937) вищим органом державної влади РРФСР стала Верховна Рада РРФСР.

## Законодавча діяльність
ВЦВК провадив активну розробку законопроєктів та видавав велику кількість законодавчих актів.
Наприклад, такі документи було розроблено і прийнято ВЦВК РРФСР:
- Декрет «Про націоналізацію банків» від 14 грудня 1917 року
- Декрет «Про цивільний шлюб, про дітей та про ведення книг актів стану» від 18 грудня 1917 року й Декрет «Про розірвання шлюбу» від 19 грудня 1917 року
- Постанова «Про визнання контрреволюційними діями усіх спроб присвоїти собі функції державної влади» від 5 січня 1918 року
- Декрет «Про розпуск Установчих зборів» від 6 січня 1918 року
- Декрет «Про скасування державних позик» від 21 січня 1918 року
- Декрет «Про скасування спадковості» від 27 квітня 1918 року
- Декрет «Про суд» № 2 від 7 березня 1918 року
- Декрет «Про скасування прав приватної влади на нерухомість у містах» від 20 серпня 1918 року
- Кодекс законів про акти цивільного стану, шлюбне, сімейне та опікунське право від 16 вересня 1918 року
- Кодекс законів про працю від 9 листопада 1922 року
- Кримінально-процесуальний кодекс РРФСР від 22 травня 1922 року
- Карний кодекс РРФСР від 1 червня 1922 року, КК РРФСР від 22 листопада 1926 року
- Виправно-трудовий кодекс РРФСР від 16 жовтня 1924 року й ВТК РРФСР від 1 серпня 1933 року

## Голови ВЦВК
- Лев Каменєв (9 листопада 1917 — 21 листопада 1917)
- Яків Свердлов (21 листопада 1917 — 16 березня 1919)
- Михайло Владимирський (16 березня 1919 — 30 березня 1919) (в.о. голови ВЦВК)
- Михайло Калінін (30 березня 1919 — 15 липня 1938)

## Секретарі ВЦВК
- Варлаам Аванесов (10(11).1917 - 1918)
- Авель Єнукідзе (7.1918 - 12.1922) (1877-1937)
- Леонід Серебряков (1919 - 1920) (1888-1937)
- Петро Залуцький (1920 - 1922) (1887-1937)
- Михайло Томський (12.1921 - 12.1922) (1880-1936)
- Тимофій Сапронов (12.1922 - 1923) (1887-1937)
- Олексій Кісельов (1924 - 1937) (1879-1937)